# Blechnum erectum
Blechnum erectum là một loài dương xỉ trong họ Blechnaceae. Loài này được DC. mô tả khoa học đầu tiên năm 1900.
Danh pháp khoa học của loài này chưa được làm sáng tỏ. 